# Тьєррі Ґейл
Тьєррі Ґейл (англ. Thierry Gale, нар. 1 травня 2002, Бриджтаун) — барбадоський футболіст, нападник грузинського клубу «Діла» та національної збірної Барбадосу.

## Клубна кар'єра
Народився 1 травня 2002 року в місті Бриджтаун.
У дорослому футболі дебютував 2018 року виступами за команду «Нотр Дам», у якій того року взяв участь у 3 матчах чемпіонату. 
Своєю грою за цю команду привернув увагу представників тренерського штабу угорського «Гонведа», до складу якого приєднався 2018 року. Протягом двох років грав за його другу команду, а починаючи із 2020 року став залучатися до головної команди клубу, за яку провів 17 ігор в угорській першості. 
До складу клубу «Діла» приєднався 2022 року. Станом на 12 липня 2023 року відіграв за команду з Горі 35 матчів в національному чемпіонаті.

## Виступи за збірні
У 2014 році дебютував у складі юнацької збірної Барбадосу (U-15), загалом на юнацькому рівні взяв участь в 11 іграх, відзначившись 10 забитими голами.
Протягом 2018–2020 років залучався до складу молодіжної збірної Барбадосу. На молодіжному рівні зіграв у 4 офіційних матчах, забив 4 голи.
У 2018 році дебютував в офіційних матчах у складі національної збірної Барбадосу.
| Дата      | Місто         | Господарі                | Результат | Гості              | Турнір                                   | Голи | Примітки |
| --------- | ------------- | ------------------------ | --------- | ------------------ | ---------------------------------------- | ---- | -------- |
| 25-3-2018 | Бриджтаун     | Барбадос                 | 0 – 0     | Бермудські Острови | товариський матч                         | -    | 90+1'    |
| 4-6-2018  | Бриджтаун     | Барбадос                 | 0 – 0     | Беліз              | товариський матч                         | -    | 85'      |
| 5-8-2018  | Сан-Педро     | Беліз                    | 1 – 0     | Барбадос           | товариський матч                         | -    | 52'      |
| 21-8-2018 | Бриджтаун     | Барбадос                 | 2 – 2     | Ямайка             | товариський матч                         | -    | 77'      |
| 6-9-2019  | Бриджтаун     | Барбадос                 | 4 – 0     | Сен-Мартен         | Ліга націй КОНКАКАФ 2019-2020 - 1-й етап | 1    | 60'      |
| 9-9-2019  | Джорджтаун    | Кайманові Острови        | 3 – 2     | Барбадос           | Ліга націй КОНКАКАФ 2019-2020 - 1-й етап | -    | 77'      |
| 9-6-2021  | Санто-Домінго | Домініканська Республіка | 1 – 1     | Барбадос           | Відбір до ЧС 2022                        | -    | 65'      |
| 24-3-2023 | Бриджтаун     | Барбадос                 | 0 – 1     | Куба               | Ліга націй КОНКАКАФ 2022-2023 - 1-й етап | -    | 57'      |
| 26-3-2023 | Антигуа       | Антигуа і Барбуда        | 1 – 2     | Барбадос           | Ліга націй КОНКАКАФ 2022-2023 - 1-й етап | 1    | 72'      |
| Усього    |               | Матчів                   | 9         |                    | Голів                                    | 2    |          |